# Heliox
El Heliox es un compuesto gaseoso respirable de helio (He) y oxígeno (O2). 
El Heliox se ha utilizado en medicina desde los años 30, y aunque, inicialmente la comunidad médica adoptó su uso para aliviar los síntomas de la obstrucción de las vías aéreas superiores, su gama de las aplicaciones médicas se ha ampliado desde entonces, sobre todo debido a la baja densidad del gas. El Heliox también se utiliza en el buceo de saturación y a veces durante la fase profunda del buceo técnico.

## Aplicaciones médicas
En medicina, el “heliox” se utiliza generalmente en una mezcla con la misma proporción de oxígeno que el aire a nivel del mar, (21% de O2), aunque otras mezclas están disponibles.
La resistencia de la vía aérea está determinada por el diámetro de las vías aéreas y por la densidad del gas inspirado, por ello cuando el nitrógeno (del aire) es sustituido por helio, la resistencia de la vía aérea se reduce debido a la densidad más baja de la mezcla gaseosa. Esto significa que cuando uno respira Heliox, la resistencia de la vía aérea es menor, y por lo tanto la energía mecánica requerida para ventilar los pulmones, o el trabajo de respiración es menor.
El Heliox se utiliza principalmente en el tratamiento de muchas condiciones médicas que impliquen una disminución del diámetro de la vía aérea (y de la resistencia mayor de la vía aérea), por ejemplo la obstrucción de la vía aérea superior, asma, enfermedad pulmonar obstructiva crónica (EPOC), bronquiolitis y croup respiratorio. 
Los pacientes con estas condiciones pueden sufrir una gama de síntomas incluyendo dyspnea (disnea), hipoxemia (contenido en oxígeno por debajo del normal en la sangre arterial) y eventual un debilitamiento de los músculos respiratorios debido a agotamiento, que pueden conducir a la falta respiratoria y requerir de intubación y de ventilación mecánica - el Heliox puede reducir todos estos efectos, haciéndola más fácil para que el paciente respire, y como reducirá el trabajo de respiración, el Heliox puede ayudar a prevenir esta falta respiratoria. El Heliox también ha encontrado utilidad en el destete de pacientes de la ventilación mecánica, y en la nebulización de drogas inhalables, particularmente para los ancianos. La investigación también ha indicado ventajas al usar el helio/mezclas de oxígeno en la aplicación de la anestesia.

## Uso en el buceo
El heliox es utilizado en el buceo profesional para reducir los riesgos de narcosis por nitrógeno y de intoxicación por oxígeno. El riesgo de narcosis por nitrógeno es disminuido al reemplazar parte del nitrógeno en la mezcla por otros gases.
Debido al costo del helio, el heliox es utilizado adentro del buceo profundo comercial aunque también es utilizado en el buceo deportivo.
La proporción de oxígeno en una mezcla depende de la profundidad máxima del plan de buceo.